# 布魯克菲爾德 (喬治亞州)
布魯克菲爾德（英語：Brookfield）是位於美國喬治亞州蒂夫特縣的一個非建制地區。該地的面積和人口皆未知。

## 地理
布魯克菲爾德的座標為31°25′07″N 83°23′28″W / 31.41861°N 83.39111°W，而該地的平均海拔高度為101米（即331英尺）。